# Sarah Pinsker
Sarah Pinsker (New York, 8 aprile 1977) è una scrittrice statunitense di romanzi fantasy e di fantascienza. È stata dieci volte finalista al Premio Nebula, vincendo nel 2016 il Premio Nebula per il miglior racconto del 2015, nel 2020 e nel 2022 il Premio Nebula per il miglior romanzo del 2019. Tra i riconoscimenti, ha conquistato anche il Premio Philip K. Dick nel 2019 e il Premio Theodore Sturgeon Memorial nel 2014. Inoltre ha vinto il premio Hugo per il miglior racconto due anni di fila, nel 2021 e nel 2022.

## Biografia
Nata a New York, dopo aver vissuto in diversi luoghi degli Stati Uniti d'America, all'età di 16 si trasferì con la famiglia a Toronto, in Canada, per poi tornare negli USA per frequentare il college. Oltre a essere una scrittrice, è cantante e autrice del gruppo Stalking Horses, con il quale ha pubblicato diversi album con etichette indipendenti. Vive a Baltimora.

## Scrittura
Pinsker iniziò a pubblicare i suoi racconti su riviste quali Asimov's Science Fiction, The Magazine of Fantasy and Science Fiction, Lightspeed, Strange Horizons, Daily Science Fiction, Journal of Unlikely Cartography e Fireside. Questi racconti furono successivamente pubblicati in alcune raccolte.
Il suo romanzo d'esordio, A Song for a New Day, risale al 2019 e racconta la vita di un musicista in un futuro in cui le pandemie e il terrorismo rendono illegale l'organizzazione di grandi eventi pubblici come i concerti. L'opera ha conquistato il Premio Nebula per il miglior romanzo.
Nel 2019 è stata inserita in The Encyclopedia of Science Fiction.

## Opere
Bibliografia parziale.

### Romanzi
- 2017 – And Then There Were (N-One), (Uncanny Magazine), Enne meno uno, Delos Digital 2022
- 2019 – A Song for a New Day, Berkley Books
- 2021 – We Are Satellites, Berkley Books

### Racconti
- 2013 – In Joy, Knowing the Abyss Behind (Strange Horizons)
- 2014 – A Stretch of Highway Two Lanes Wide (The Magazine of Fantasy and Science Fiction)
- 2015 – Our Lady of the Open Road (Asimov's Science Fiction), Nostra signora della strada, Robot 78, Delos Books
- 2016 – Sooner or Later Everything Falls Into the Sea (Lightspeed Magazine)
- 2017 – Wind Will Rove (Asimov's Science Fiction)
- 2018 – The Court Magician (Lightspeed Magazine)
- 2019 – The Blur in the Corner of Your Eye (Uncanny Magazine)
- 2020 – Two Truths and a Lie (Tor.com), Due verità e una bugia, Robot 93, Delos Books
- 2021 – Where Oaken Hearts Do Gather (Uncanny), Dove si raccolgono i cuori di quercia, Robot 95, Delos Books

### Raccolte di racconti
- 2019 – Sooner or Later Everything Falls Into the Sea, Small Beer Press

### Saggi
- 2016 – On Saying No, Clarkesworld
- 2018 – In Praise of Taking it Slow, Clarkesworld

## Premi e riconoscimenti
- 2014: vincitrice del premio Theodore Sturgeon Memorial per In Joy, Knowing the Abyss Behind
- 2015: vincitrice del premio Nebula per il miglior racconto per Our Lady of the Open Road
- 2019: vincitrice del premio Nebula per il miglior romanzo per A Song for a New Day
- 2020: vincitrice del premio Philip K. Dick per Sooner or Later Everything Falls Into the Sea: Stories
- 2021: vincitrice del premio Hugo per il miglior racconto per Two Truths and a Lie
- 2021: vincitrice del premio Nebula per il miglior racconto per Two Truths and a Lie
- 2022: vincitrice del Premio Hugo per il miglior racconto per Where Oaken Hearts Do Gather
- 2022: vincitrice del Premio Nebula per il miglior racconto per Where Oaken Hearts Do Gather
- 2022: vincitrice del Premio Locus per il miglior racconto per Where Oaken Hearts Do Gather
- 2022: vincitrice del Premio Eugie per il miglior racconto per Where Oaken Hearts Do Gather

Candidature
- 2013: candidatura al premio Nebula per il miglior racconto per In Joy, Knowing the Abyss Behind
- 2014: candidatura al premio Nebula per il miglior racconto breve per A Stretch of Highway Two Lanes Wide
- 2016: candidatura al premio Nebula per il miglior racconto per Sooner or Later Everything Falls Into the Sea
- 2017: candidatura al premio Nebula per il miglior racconto per Wind Will Rove
- 2017: candidatura al premio Nebula per il miglior romanzo per And Then There Were (N-One)
- 2018: candidatura al premio Nebula per il miglior racconto breve per The Court Magician
- 2018: seconda classificata al premio Theodore Sturgeon Memorial per And Then There Were (N-One)
- 2018: candidatura al premio Hugo per il miglior romanzo breve per And Then There Were (N-One)
- 2018: candidatura al premio Hugo per il miglior racconto per Wind Will Rove
- 2019: candidatura al premio Nebula per il miglior racconto per The Blur in the Corner of Your Eye
- 2019: candidatura al premio Hugo per il miglior racconto breve per The Court Magician
- 2019: candidatura al World Fantasy Award per il miglior racconto per The Court Magician
- 2020: candidatura al premio Nebula per il miglior racconto per Two Truths and a Lie
- 2020: candidatura al World Fantasy Award per il miglior racconto per The Blur in the Corner of Your Eye
- 2020: candidatura al World Fantasy Award per la migliore collezione per Sooner or Later Everything Falls into the Sea